# Никольское (Кузнецкий район)
Никольское — село в Кузнецком районе Пензенской области. Административный центр и единственный населённый пункт Никольского сельсовета.

## География
Село расположено в восточной части области на расстоянии примерно в 11 километрах по прямой к западу-северо-западу от районного центра Кузнецка.
Часовой пояс
Село Никольское как и вся Пензенская область, находится в часовой зоне МСК (московское время). Смещение применяемого времени относительно UTC составляет +3:00.

## Население
| 1748  | 1795  | 1859  | 1877  | 1897  | 1911  | 1926  |
| ----- | ----- | ----- | ----- | ----- | ----- | ----- |
| 1208  | ↗2174 | ↗2737 | ↗2998 | ↗3419 | ↗3877 | ↗4355 |
| 1930  | 1939  | 1959  | 1979  | 1989  | 1996  | 2002  |
| ↗4535 | ↘3797 | ↘3005 | ↘1875 | ↘1729 | ↘1582 | ↘1481 |
| 2010  | 2012  | 2013  | 2014  | 2015  | 2016  | 2017  |
| ↗1590 | ↘1585 | ↘1576 | ↘1563 | ↗1576 | ↗1578 | ↘1545 |
| 2018  | 2021  |       |       |       |       |       |
| ↘1514 | ↘1513 |       |       |       |       |       |

### Национальный состав
Согласно результатам переписи 2002 года, в национальной структуре населения русские составляли 95 % из 1481 чел..

## Известные уроженцы, жители
Радаева, Анна Андреевна (1922—1992) — советская колхозница, Герой Социалистического Труда.

## Археология
На окраине села находится селище Никольское, обнаруженное в 1926 году. Во 2-м тысячелетии до нашей эры здесь находилось поселение представителей срубной культуры бронзового века. В начале XI века нашей эры на этом месте возникло новое поселение, которое существовало и в золотоордынское время, пока не исчезло около 1365 года. К золотоордынскому времени относится бронзовый литой перстень-печатка, который по бокам украшают рельефные изображения старцев с усами и бородой, а на его щитке в зеркальном виде вырезана надпись на древнерусском языке. Сверху читается слово «пройти», а снизу — фраза «да будьте к нам», в конце которой стоит крест.